# Фелпс (Нью-Йорк)
Фелпс (англ. Phelps) — місто (англ. town) в США, в окрузі Онтаріо штату Нью-Йорк. Населення — 6637 осіб (2020).

## Демографія
Згідно з переписом 2010 року, у місті мешкали 7072 особи в 2796 домогосподарствах у складі 1963 родин. Було 2927 помешкань
Расовий склад населення:
| - 97,1 % — білих - 0,6 % — чорних або афроамериканців - 0,4 % — азіатів - 0,3 % — корінних американців |

До двох чи більше рас належало 1,1 %. Частка іспаномовних становила 1,8 % від усіх жителів.
За віковим діапазоном населення розподілялося таким чином: 23,4 % — особи молодші 18 років, 61,8 % — особи у віці 18—64 років, 14,8 % — особи у віці 65 років та старші. Медіана віку мешканця становила 42,9 року. На 100 осіб жіночої статі у місті припадало 98,1 чоловіків;  на 100 жінок у віці від 18 років та старших — 95,2 чоловіків також старших 18 років.
Середній дохід на одне домашнє господарство  становив 80 215 доларів США (медіана — 64 599), а середній дохід на одну сім'ю — 94 602 долари (медіана — 80 474). Медіана доходів становила 47 083 долари для чоловіків та 41 140 доларів для жінок. За межею бідності перебувало 7,8 % осіб, у тому числі 9,6 % дітей у віці до 18 років та 5,4 % осіб у віці 65 років та старших.
Цивільне працевлаштоване населення становило 3690 осіб. Основні галузі зайнятості: освіта, охорона здоров'я та соціальна допомога — 26,5 %, виробництво — 20,5 %, роздрібна торгівля — 10,4 %, мистецтво, розваги та відпочинок — 7,5 %.